# Герман Раребелл
Ге́рман Раре́белл (нім. Herman Rarebell; 18 листопада 1949) — німецький композитор, ударник. Колишній ударник гурту Scorpions.
Народився у місті Саарбрюкен 18 листопада 1949 року. З дитинства любив грати на ударних. Грав у багатьох маловідомих гуртах. До 1976 року працював у аеропорту прибиральноком злітної смуги. Того ж року приєднався до рок-гурту Scorpions.